# Leptanilla argamani

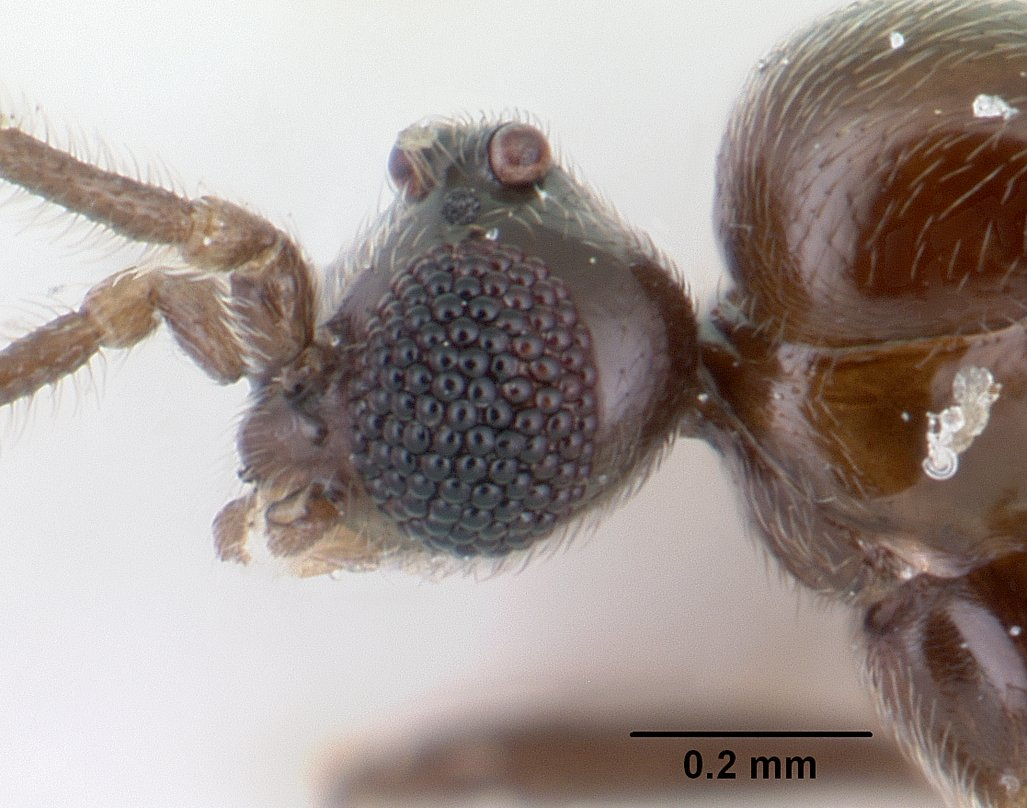
Крылатый самец Yavnella argamani, глаза и голова сбоку

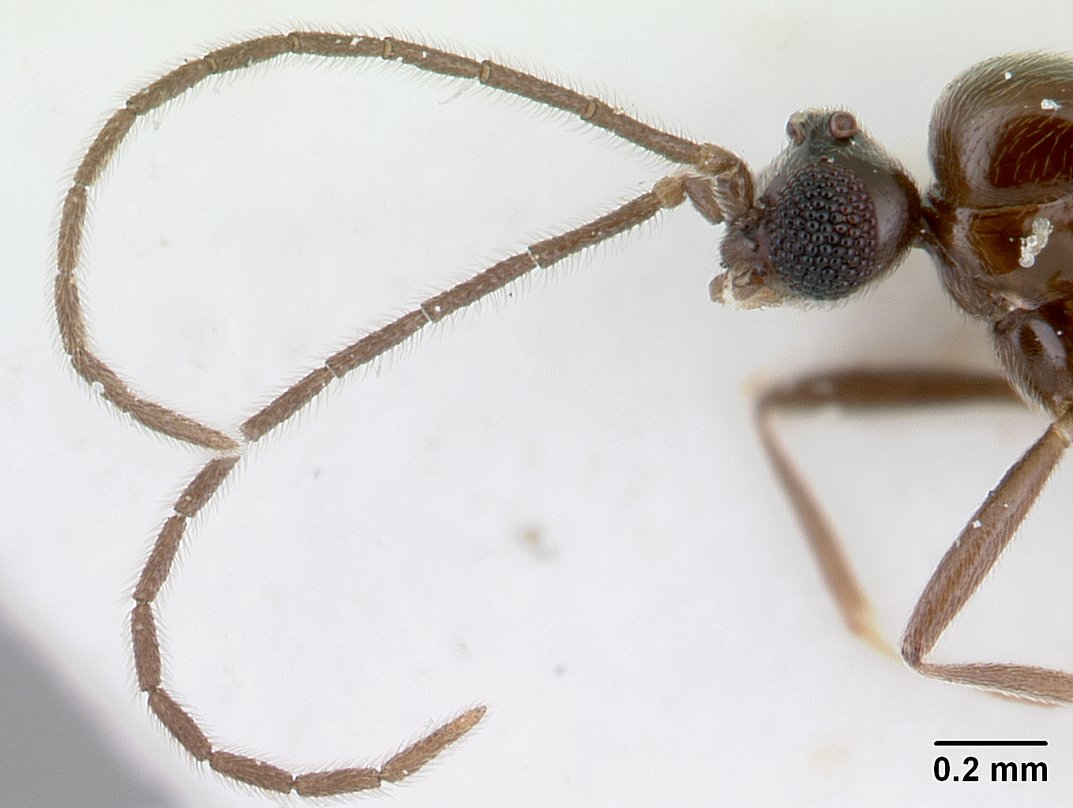
Крылатый самец Yavnella argamani, усики и голова сбоку

Leptanilla argamani (лат.) — вид мелких муравьёв рода Leptanilla из подсемейства Leptanillinae (Formicidae). Израиль.

## Распространение
Эндемик Ближнего Востока: Израиль (Yavne; кибуц Shluchot, Иорданская долина).

## Описание
Мелкого размера муравьи коричнево-чёрного цвета (известен только по самцам, длина которых от 1,7 до 2,5 мм; рабочие и матки не обнаружены); ноги и гениталии светлее. Нижнегубные и нижнечелюстные щупики состоят из одного членика. Глаза крупные, все три оцелия развиты, ноги длинные. Голова с глазами шире своей длины. Жвалы короткие, беззубые. Усики самцов нитевидные, 13-члениковые. Скапус усиков очень короткий (короче головы). Крылья самцов развиты, но жилкование редуцированное (есть только две ячейки). Стебелёк между грудкой и брюшком у самцов состоит из одного узловидного членика петиоля (у рабочих как и у других видов подсемейства — предположительно из двух члеников (петиоль и постпетиоль). Средние и задние ноги с двумя голенными шпорами. Близок к виду Yavnella indica (Индия). Вид был описан в 1987 году израильским мирмекологом Иегошуа Куглером (Jehoshua Kugler, Department of Zoology, The George S. Wise Faculty of Life Sciences, Tel Aviv University, Тель-Авив, Израиль) по крылатым самцам. Видовое название дано в честь энтомолога К. Аргамана (Dr. Q. Argaman), собравшего часть типовой серии.

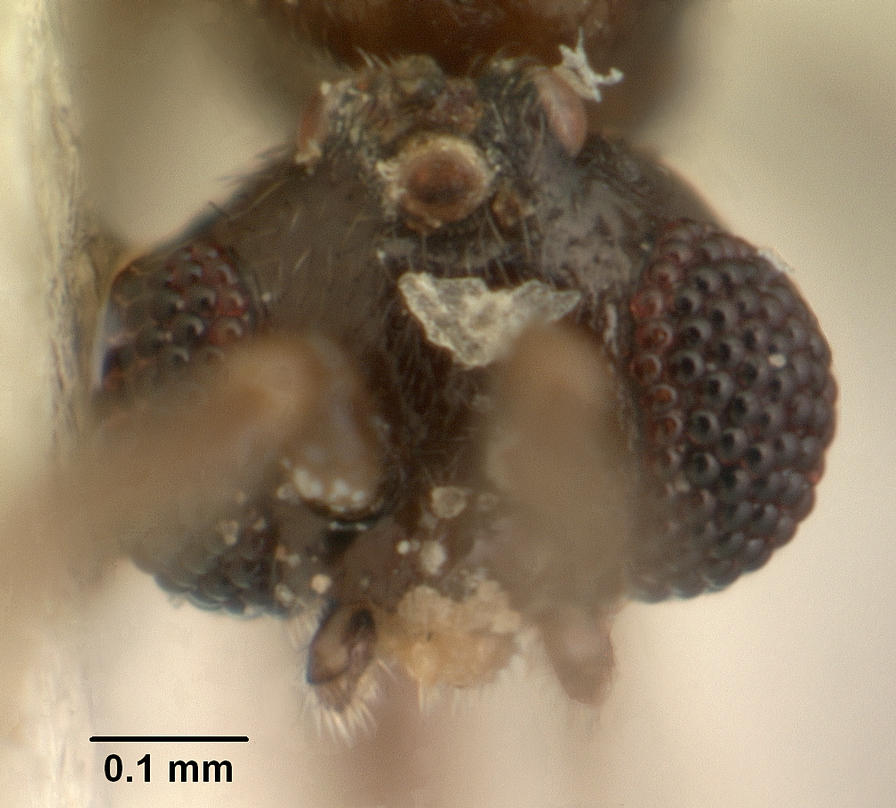
Голова спереди
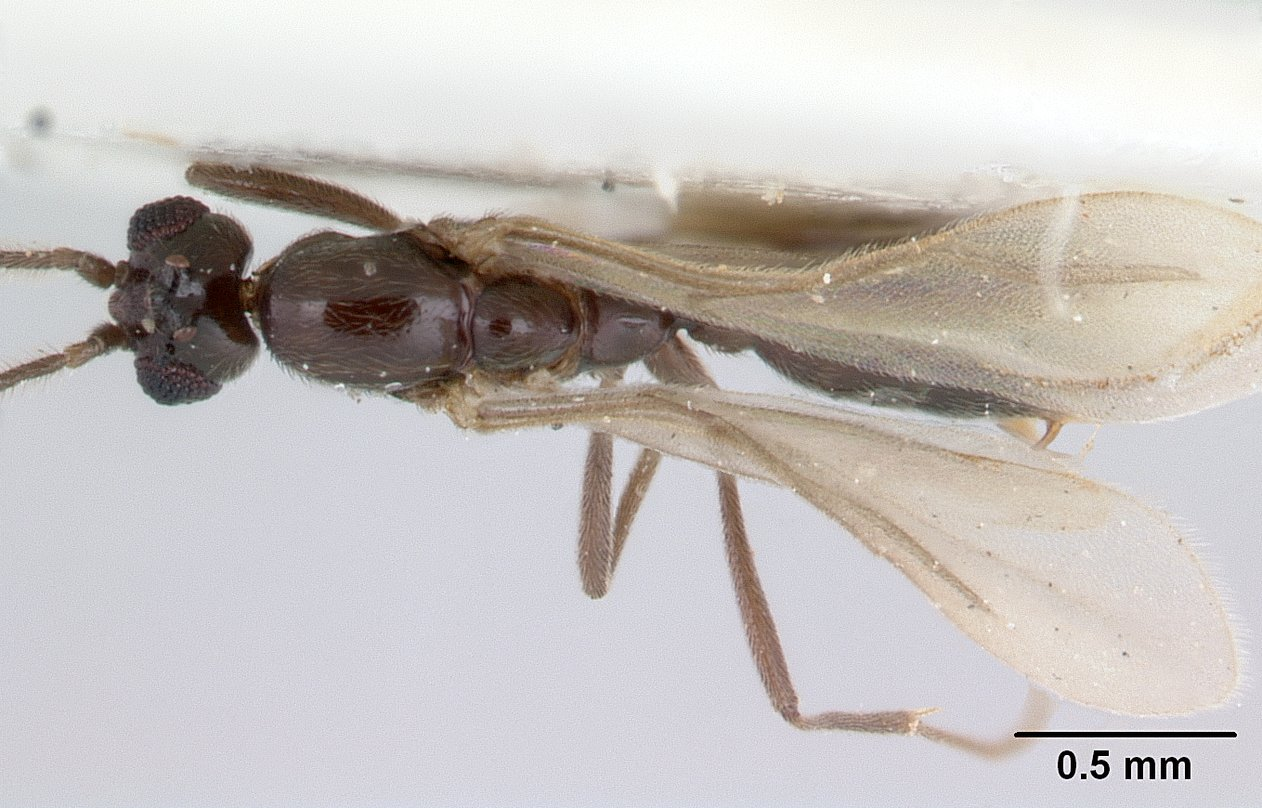
Вид сверху